# عبد الله جودت
عبد الله جودت (9 سبتمبر 1869 - 29 نوفمبر 1932) كان مفكراً وطبيباً كردياً عثمانياً. وكان أحد مؤسسي جمعية الاتحاد والترقي. انقلب عام 1908 ضد الجمعية، وانضم إلى الحزب الديمقراطي، الذي اندمج مع حزب الحرية والوفاق عام 1911. كان بالإضافة إلى ذلك شاعراً ومترجماً ومفكراً أصولياً  حراً ومحرّك فكر حزب تركيا الفتاة حتى عام 1908.
تأثر عبد الله جودت بالفلسفة المادية الغربية، وكان معارضاً للدين المؤسسي. نشر مقالات في قضايا اجتماعية-دينية وسياسية واقتصادية وأدبية في دورية «اجتهاد»، التي أسسها عام 1904 في جنيف واستخدمها للترويج لفكره الحداثي. اعتقل ونفي عن موطنه عدة مرات بسبب نشاطه السياسي، وعاش في مدن أوروبية، من بينها لندن وباريس.
في البداية، كان التوجه العام لأعضاء حزب تركيا الفتاة - ومنهم عبد الله جودت - هو إنهاء نظام الحكم المطلق للسلطان عبد الحميد الثاني. ومن أجل هذا الهدف قام عبد الله جودت عام 1889، مع أربع طلبة طب آخرين (من بينهم إبراهيم تيمو) في الأكاديمية الطبية العسكرية في إسطنبول، بالتأسيس سرّاً لجمعية الاتحاد والترقي، من دون برامج سياسية في البداية. حيث جرى تسييسها لاحقاً على يد عدّة قادة وفصائل، حين شنّت ثورة تركيا الفتاة ضدّ عبد الحميد الثاني، عام 1908. بيد أنه سرعان ما قام بقطع علاقته بجمعية الاتحاد والترقي، مفضلاً الترويج لآرائه العلمانية حتى مماته. انضم عام 1908 للحزب العثماني الديمقراطي، الذي تأسس ضدّ جمعية الاتحاد والترقي.

## وفاته
توفي عبد الله جودت وحيداً في 29 نوفمبر 1932، عن عمر يناهز 63 عاماً. جُلبت جثته لمسجد آيا صوفيا لغسلها وتكفينها. إلا أن أحداً لم يتقدم بطلب كفنه. أبدى بعض المتدنيين المحافظين عدم استحقاقه الصلاة عليه. غير أن صلاة الجنازة أُديّت، عقب استئناف تقدم به الكاتب البارز بيامي صفا. ودفنت جثته بعد ذلك في مقبرة مركز أفندي.